# Elif Merve Kapıkıran
Elif Merve Kapıkıran (9 de febrer de 1993) és una jugadora de voleibol turca. En la seva carrera professional, que inicia a Mersin, en Torosspor, ha jugat també amb Eczacıbaşı Vitra, Maltepe Yalıspor i Fevziye Mektepleri d'Istanbul, Nilüfer Belediyespor de Bursa, i Manisa Büyükşehir Belediyespor de Manisa. Com a estudiant de la Universitat Aydın d'Istanbul, va participar en el equip universitari subcampió d'Europa el 2019 en el campionat organitzada per la EUSA.